# مانووو
مانووو (به لاتین: Manowo) یک روستا در لهستان است که در گمینا مانووو واقع شده‌است. مانووو ۷۶۰ نفر جمعیت دارد.